# 云南山壳骨
云南山壳骨（学名：Pseuderanthemum graciliflorum）为爵床科山壳骨属的植物。分布于印度、马来西亚、中南半岛以及中国大陆的贵州、广西、云南等地，生长于海拔730米至2,750米的地区，见于林下和灌丛中，目前尚未由人工引种栽培。